# Okos György
Okos György (Kolozsvár, 1927. április 17. – Kolozsvár, 1994. szeptember 6.) erdélyi magyar újságíró.

## Életútja
Középiskoláit a kolozsvári Tanárképző Gyakorló Gimnáziumban végezte (1948), a Bolyai Tudományegyetemen közgazdasági oklevelet szerzett (1952). Kezdetben a kolozsvári Varga Katalin Kötöttárugyárban dolgozott (1948–51); újságírói pályáját a Szakszervezeti Életnél kezdte (1951–53), majd a Munca (1953–55), Igazság (1955–57), Munkásélet (1957–59) szerkesztőségének belső munkatársa; húsz éven át (1989-ig) az Igazság szerkesztőbizottságának tagja, illetve a Szabadság belső munkatársa (1990-től haláláig).

## Munkássága
Első írása az Erdélyi Szikrában jelent meg (1945). Külső munkatársa az Előrének és A Hétnek, írásait közli a magyarországi Heves Megyei Hírlap, Világgazdaság, a hatvani Délsziget. Helyszíni riportokat készített Székről, Kalotaszentkirályról, Körösfőről A Hétben (1971), riportsorozatot közölt a kolozsvári új monostori negyed építéséről és életéről (1975–76) s ugyanitt Kolozs, Egerbegy, Nagykapus, Kisbács és több magyarlakta község életéről. 1990-től a Heves Megyei Hírlap hasábjain sorozatban közölt íróportrékat Kós Károlyról, Kányádi Sándorról, Áprily Lajosról, Sütő Andrásról.